# Reacție Doebner
Reacția Doebner este o reacție organică ce are loc între anilină, o anumită aldehidă și acid piruvic, în urma ei obținându-se un acid chinolin-4-carboxilic:
Reacția este o metodă alternativă pentru reacția Pfitzinger.

## Mecanism de reacție
În continuare sunt prezentate două mecanisme de reacție posibile. Primul este o reacție de condensare aldolică ce pornește cu tautomerul enolic al acidului piruvic (1) și cu aldehida, cele două formând un acid α-cetocarboxilic-β,γ-nesaturat (2). 
Această etapă este urmată de o adiție Michael a anilinei formând un derivat (3). După etapa de ciclizare se obține acidului chinolin-4-carboxilic (4) cu eliminare de apă:
Un al doilea mecanism se bazează pe formarea unei baze Schiff dintre anilină și aldehidă, cu eliminare de apă. Aceasta reacționează cu tautomerul enolic al acidului piruvic (1) formând același derivat al anilinei (3), iar apoi mecanismul este identic cu cel de mai sus: